# Скотова
Ско́това — річка в Україні, в Берестинському районі Харківської області. Ліва притока Багатої (басейн Дніпра).

## Опис
Довжина річки приблизно 16 км. Формується з декількох безіменних струмків та водойм. Площа басейну 32,6 км².

## Розташування
Скотова бере початок на північно-західній стороні від села Миколаївки. Тече переважно на південний захід через село Нову Парафіївку. В селі Чорнолозка впадає у річку Багату, праву питоку Орілі.